# Tetrachlortoluole
| Gefahrensymbol | Gefahrensymbol |

| Gefahrensymbol |

| Gefahrensymbol |

Die Tetrachlortoluole bilden in der Chemie eine Stoffgruppe, die sich sowohl vom Toluol als auch vom Chlorbenzol ableitet. Die Struktur besteht aus einem Benzolring mit angefügter Methylgruppe (–CH3) und vier Chloratomen (–Cl) als Substituenten. Durch deren unterschiedliche Anordnung ergeben sich drei Konstitutionsisomere mit der Summenformel C7H4Cl4.
Daneben existieren mit α,α,2,4-Tetrachlortoluol, α,α,2,6-Tetrachlortoluol und den Chlorbenzotrichloriden weitere isomere Verbindungen.

## Eigenschaften
Die Tetrachlortoluole sind weiße Feststoffe. Die Schmelzpunkte der drei Isomere liegen nah beieinander.

## Darstellung
2,3,4,5-Tetrachlortoluol wird aus 3,4,5-Trichlortoluol durch Nitrierung, Reduktion zum Amin und Sandmeyer-Reaktion hergestellt. Diese Methode lässt sich auch für die Synthese der anderen Tetrachlortoluole anwenden.
Alle Isomere können durch Chlorierung von Trichlortoluolen dargestellt werden, wobei das entstehende Tetrachlortoluol vom Trichlortoluol abhängt. So entsteht 2,3,4,5-Tetrachlortoluol aus 2,4,5-Trichlortoluol, 2,3,4,6-Tetrachlortoluol aus 2,3,4- und 2,4,6-Trichlortoluol, 2,3,5,6-Tetrachlortoluol aus 2,3,6- und 2,3,5-Trichlortoluol, sowie 3,4,5-Trichlorbenzylchlorid aus 3,4,5-Trichlortoluol.
2,3,5,6-Tetrachlortoluol kann auch aus p-Toluolsulfonylchlorid durch Chlorierung und anschließende Hydrolyse synthetisiert werden.

## Verwendung
Tetrachlortoluole werden als Referenzstandard und 2,3,5,6-Tetrachlortoluol hauptsächlich als Polymerisationsinitiator verwendet.